# Klubowe Mistrzostwa Świata w piłce siatkowej mężczyzn 2018
Klubowe Mistrzostwa Świata w piłce siatkowej mężczyzn 2018 (oficjalna nazwa 2018 FIVB Men’s Volleyball Club World Championship) – 14. turniej o tytuł klubowego mistrza świata, który odbył się w dniach 26 listopada–2 grudnia 2018 w Polsce, po raz drugi w historii.

## System rozgrywek
Turniej składa się z dwóch rund, w trakcie których rozegrane zostanie 16 meczów.
W fazie grupowej stworzono dwie grupy (A i B). W każdej znalazły się po 4 zespoły. Rywalizacja w każdej grupie odbywa się systemem kołowym. Do fazy pucharowej awansują po dwie najlepsze drużyny z każdej z grup. Zespoły z miejsc 3-4 zostaną sklasyfikowane w tabeli końcowej turnieju na 5. miejscu.
W fazie finałowej odbędą się półfinały, mecz o 3. miejsce i finał. Pary półfinałowe zostaną stworzone według wzoru:
A1 – B2
A2 – B1.
Przegrani półfinałów zagrają o 3. miejsce, natomiast wygrani zmierzą się w finale. Zwycięzca meczu finałowego zostanie klubowym mistrzem świata.

## Obiekty
| Grupa A          | Grupa B          | Faza finałowa    |
| ---------------- | ---------------- | ---------------- |
| Płock            | Rzeszów          | Częstochowa      |
| Orlen Arena      | Hala Podpromie   | Hala Sportowa    |
| Pojemność: 5 492 | Pojemność: 6 800 | Pojemność: 7 000 |
|                  |                  |                  |

## Drużyny uczestniczące

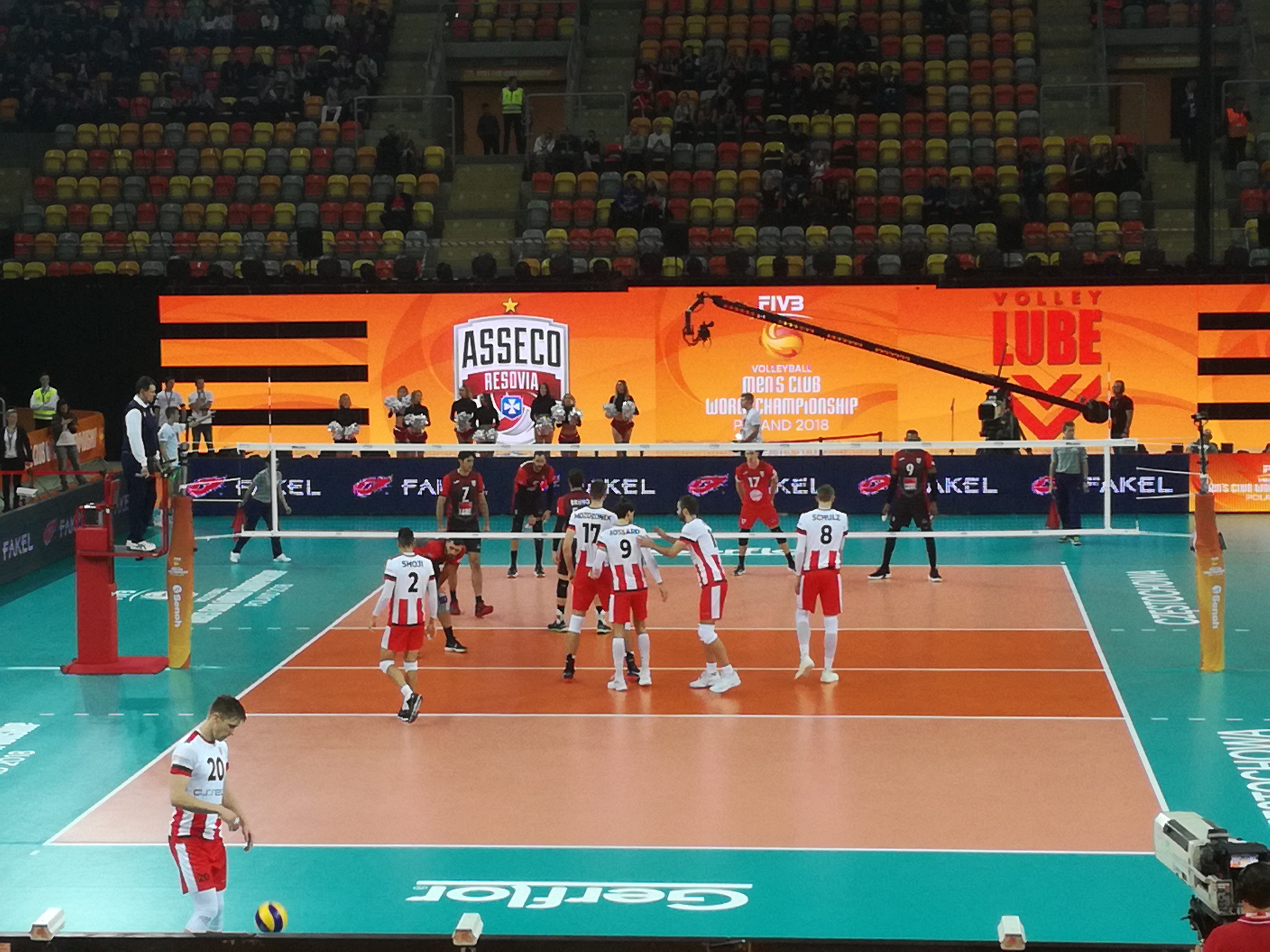
1. mecz półfinałowy, Cucine Lube Civitanova - Asseco Resovia Rzeszów

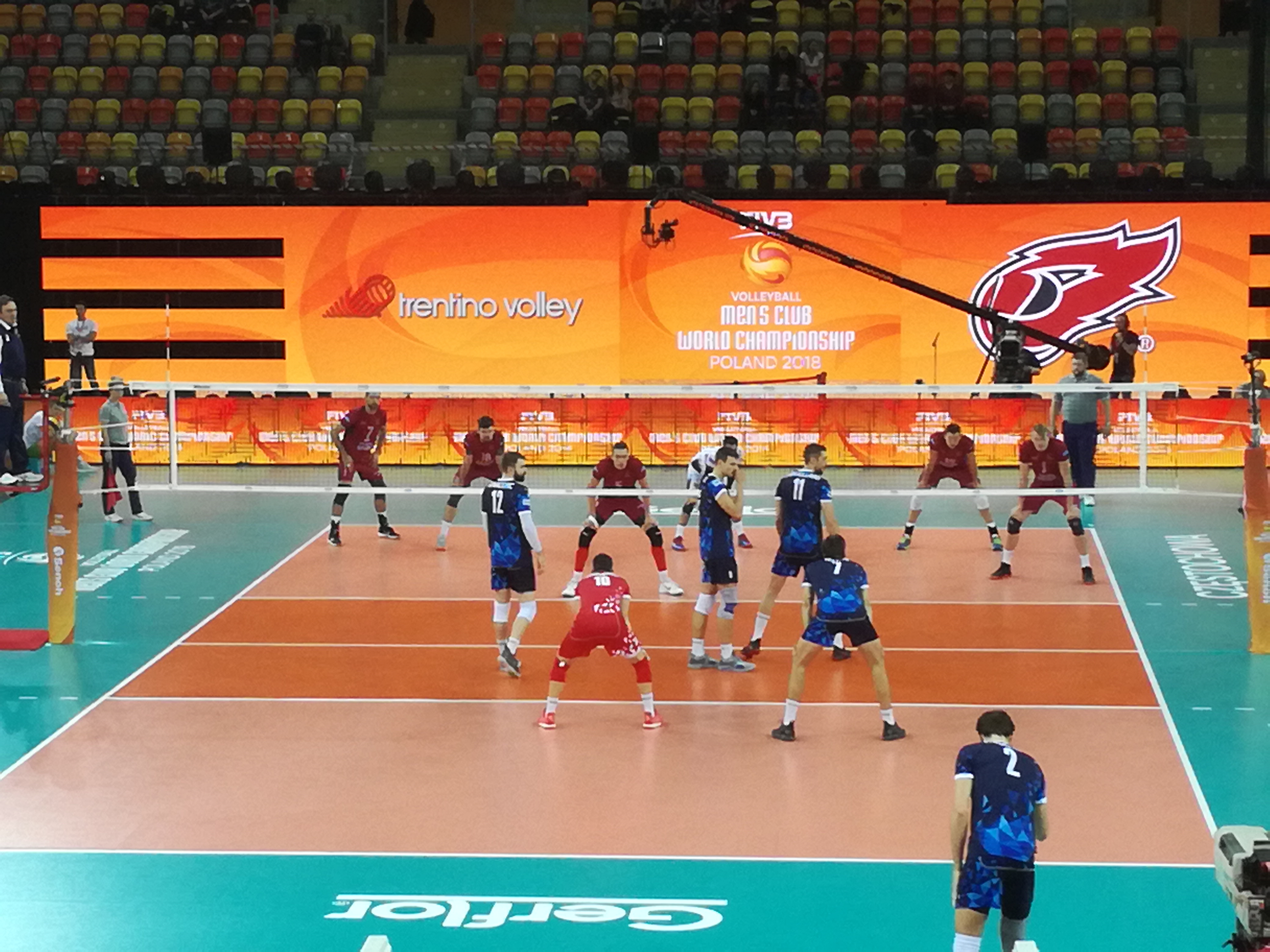
2. mecz półfinałowy, Fakieł Nowy Urengoj - Trentino Volley

| Drużyna                | Sposób awansu                           |
| ---------------------- | --------------------------------------- |
| PGE Skra Bełchatów     | Gospodarz                               |
| Sada Cruzeiro          | Klubowy Mistrz Ameryki Południowej 2018 |
| Zenit Kazań            | Zwycięzca Ligi Mistrzów 2017/18         |
| Khatam Ardakan         | dzika karta                             |
| Fakieł Nowy Urengoj    | dzika karta                             |
| Cucine Lube Civitanova | dzika karta                             |
| Trentino Volley        | dzika karta                             |
| Asseco Resovia Rzeszów | dzika karta                             |

## Rozgrywki

### Faza grupowa

#### Grupa A
Tabela
| Lp. | Drużyna                | Mecze | Mecze   | Mecze   | Pkt | Sety | Sety | Sety  | Małe punkty | Małe punkty | Małe punkty |
| Lp. | Drużyna                | M     | W (3:2) | P (2:3) | Pkt | wyg. | prz. | ratio | zdob.       | str.        | ratio       |
| --- | ---------------------- | ----- | ------- | ------- | --- | ---- | ---- | ----- | ----------- | ----------- | ----------- |
| 1   | Cucine Lube Civitanova | 3     | 3 (1)   | 0 (0)   | 8   | 9    | 3    | 3.000 | 287         | 259         | 1.108       |
| 2   | Fakieł Nowy Urengoj    | 3     | 2 (2)   | 1 (0)   | 4   | 6    | 7    | 0.857 | 292         | 306         | 0.954       |
| 3   | Zenit Kazań            | 3     | 1 (0)   | 2 (2)   | 5   | 7    | 7    | 1.000 | 318         | 314         | 1.013       |
| 4   | PGE Skra Bełchatów     | 3     | 0 (0)   | 3 (1)   | 1   | 4    | 9    | 0.444 | 303         | 321         | 0.944       |

Źródło: FIVB
Punktacja: 3:0 i 3:1 – 3 pkt; 3:2 – 2 pkt; 2:3 – 1 pkt; 1:3 i 0:3 – 0 pkt
Zasady ustalania kolejności: 1. liczba zwycięstw, 2. liczba punktów, 3. stosunek setów, 4. stosunek małych punktów, 5. bilans w bezpośrednich meczach
Legenda:   awans do półfinału
Wyniki
| Data       | Godz. | Drużyna 1              | Wynik | Drużyna 2              | 1     | 2     | 3     | 4     | 5     | Widzów | *  |
| ---------- | ----- | ---------------------- | ----- | ---------------------- | ----- | ----- | ----- | ----- | ----- | ------ | -- |
| 26.11.2018 | 17:30 | PGE Skra Bełchatów     | 1:3   | Cucine Lube Civitanova | 21:25 | 25:22 | 21:25 | 25:27 |       | 2074   | 1  |
| 26.11.2018 | 20:30 | Zenit Kazań            | 2:3   | Fakieł Nowy Urengoj    | 23:25 | 28:26 | 25:21 | 22:25 | 11:15 | 1892   | 3  |
|            |       |                        |       |                        |       |       |       |       |       |        |    |
| 27.11.2018 | 17:30 | Cucine Lube Civitanova | 3:2   | Zenit Kazań            | 20:25 | 25:22 | 24:26 | 25:23 | 19:17 | 1311   | 5  |
| 27.11.2018 | 20:30 | Fakieł Nowy Urengoj    | 3:2   | PGE Skra Bełchatów     | 23:25 | 27:29 | 30:28 | 25:21 | 21:19 | 1603   | 7  |
|            |       |                        |       |                        |       |       |       |       |       |        |    |
| 29.11.2018 | 17:30 | Fakieł Nowy Urengoj    | 0:3   | Cucine Lube Civitanova | 17:25 | 18:25 | 19:25 |       |       | 1547   | 9  |
| 29.11.2018 | 20:30 | PGE Skra Bełchatów     | 1:3   | Zenit Kazań            | 16:25 | 25:17 | 27:29 | 21:25 |       | 2600   | 11 |

#### Grupa B
Tabela
| Lp. | Drużyna                | Mecze | Mecze   | Mecze   | Pkt | Sety | Sety | Sety  | Małe punkty | Małe punkty | Małe punkty |
| Lp. | Drużyna                | M     | W (3:2) | P (2:3) | Pkt | wyg. | prz. | ratio | zdob.       | str.        | ratio       |
| --- | ---------------------- | ----- | ------- | ------- | --- | ---- | ---- | ----- | ----------- | ----------- | ----------- |
| 1   | Trentino Volley        | 3     | 3 (0)   | 0 (0)   | 9   | 9    | 1    | 9.000 | 248         | 219         | 1.132       |
| 2   | Asseco Resovia Rzeszów | 3     | 2 (1)   | 1 (0)   | 5   | 6    | 5    | 1.200 | 256         | 236         | 1.085       |
| 3   | Sada Cruzeiro          | 3     | 1 (0)   | 2 (1)   | 4   | 6    | 6    | 1.000 | 283         | 268         | 1.056       |
| 4   | Khatam Ardakan         | 3     | 0 (0)   | 3 (0)   | 0   | 0    | 9    | 0.000 | 163         | 227         | 0.718       |

Źródło: FIVB
Punktacja: 3:0 i 3:1 – 3 pkt; 3:2 – 2 pkt; 2:3 – 1 pkt; 1:3 i 0:3 – 0 pkt
Zasady ustalania kolejności: 1. liczba zwycięstw, 2. liczba punktów, 3. stosunek setów, 4. stosunek małych punktów, 5. bilans w bezpośrednich meczach
Legenda:   awans do półfinału
Wyniki
| Data       | Godz. | Drużyna 1              | Wynik | Drużyna 2              | 1     | 2     | 3     | 4     | 5     | Widzów | *  |
| ---------- | ----- | ---------------------- | ----- | ---------------------- | ----- | ----- | ----- | ----- | ----- | ------ | -- |
| 26.11.2018 | 17:30 | Trentino Volley        | 3:0   | Khatam Ardakan         | 25:19 | 25:15 | 25:19 |       |       | 1200   | 13 |
| 26.11.2018 | 20:30 | Asseco Resovia Rzeszów | 3:2   | Sada Cruzeiro          | 23:25 | 25:18 | 25:23 | 24:26 | 17:15 | 2710   | 15 |
|            |       |                        |       |                        |       |       |       |       |       |        |    |
| 28.11.2018 | 17:30 | Sada Cruzeiro          | 1:3   | Trentino Volley        | 25:17 | 26:28 | 23:25 | 25:27 |       | 1300   | 17 |
| 28.11.2018 | 20:30 | Khatam Ardakan         | 0:3   | Asseco Resovia Rzeszów | 21:25 | 21:25 | 11:25 |       |       | 2759   | 19 |
|            |       |                        |       |                        |       |       |       |       |       |        |    |
| 29.11.2018 | 17:30 | Asseco Resovia Rzeszów | 0:3   | Trentino Volley        | 24:26 | 23:25 | 20:25 |       |       | 3147   | 21 |
| 29.11.2018 | 20:30 | Khatam Ardakan         | 0:3   | Sada Cruzeiro          | 16:25 | 25:27 | 16:25 |       |       | 1148   | 23 |

## Faza finałowa
|  |                        |                        |                 |                     |   |                        |                        |       |
|  | Półfinały              | Półfinały              | Półfinały       |                     |   | Finał                  | Finał                  | Finał |
|  | Półfinały              | Półfinały              | Półfinały       |                     |   | Finał                  | Finał                  | Finał |
|  | 01.12 – Częstochowa    |                        |                 |                     |   |                        |                        |       |
|  |                        |                        |                 |                     |   |                        |                        |       |
|  | Cucine Lube Civitanova | Cucine Lube Civitanova | 3               |                     |   |                        |                        |       |
|  | Cucine Lube Civitanova | Cucine Lube Civitanova | 3               | 02.12 – Częstochowa |   |                        |                        |       |
|  | Asseco Resovia Rzeszów | Asseco Resovia Rzeszów | 1               |                     |   |                        |                        |       |
|  | Asseco Resovia Rzeszów | Asseco Resovia Rzeszów | 1               |                     |   | Cucine Lube Civitanova | Cucine Lube Civitanova | 1     |
|  | 01.12 – Częstochowa    |                        |                 |                     |   | Cucine Lube Civitanova | Cucine Lube Civitanova | 1     |
|  |                        |                        | Trentino Volley | Trentino Volley     | 3 |                        |                        |       |
|  | Fakieł Nowy Urengoj    | Fakieł Nowy Urengoj    | Trentino Volley | Trentino Volley     | 3 | 1                      |                        |       |
|  | Fakieł Nowy Urengoj    | Fakieł Nowy Urengoj    |                 |                     |   |                        |                        |       |
|  | Trentino Volley        | Trentino Volley        | 3               |                     |   |                        |                        |       |
|  | Trentino Volley        | Trentino Volley        | 3               | Mecz o 3. miejsce   |   |                        |                        |       |
|  |                        |                        |                 |                     |   |                        |                        |       |
|  | 02.12 – Częstochowa    |                        |                 |                     |   |                        |                        |       |
|  |                        |                        |                 |                     |   |                        |                        |       |
|  | Asseco Resovia Rzeszów | Asseco Resovia Rzeszów | 1               |                     |   |                        |                        |       |
|  | Asseco Resovia Rzeszów | Asseco Resovia Rzeszów | 1               |                     |   |                        |                        |       |
|  | Fakieł Nowy Urengoj    | Fakieł Nowy Urengoj    | 3               |                     |   |                        |                        |       |
|  | Fakieł Nowy Urengoj    | Fakieł Nowy Urengoj    | 3               |                     |   |                        |                        |       |

### Półfinały
| Data       | Godz. | Drużyna 1              | Wynik | Drużyna 2              | 1     | 2     | 3     | 4     | 5 | Widzów | *  |
| ---------- | ----- | ---------------------- | ----- | ---------------------- | ----- | ----- | ----- | ----- | - | ------ | -- |
| 01.12.2018 | 17:30 | Cucine Lube Civitanova | 3:1   | Asseco Resovia Rzeszów | 29:31 | 25:19 | 25:14 | 25:23 |   | 3409   | 25 |
| 01.12.2018 | 20:30 | Fakieł Nowy Urengoj    | 1:3   | Trentino Volley        | 25:22 | 14:25 | 16:25 | 19:25 |   | 3621   | 27 |

### Mecz o 3. miejsce
| Data       | Godz. | Drużyna 1              | Wynik | Drużyna 2           | 1     | 2     | 3     | 4     | 5 | Widzów | *  |
| ---------- | ----- | ---------------------- | ----- | ------------------- | ----- | ----- | ----- | ----- | - | ------ | -- |
| 02.12.2018 | 17:30 | Asseco Resovia Rzeszów | 1:3   | Fakieł Nowy Urengoj | 25:19 | 20:25 | 23:25 | 23:25 |   | 5366   | 29 |

### Finał
| Data       | Godz. | Drużyna 1              | Wynik | Drużyna 2       | 1     | 2     | 3     | 4     | 5 | Widzów | *  |
| ---------- | ----- | ---------------------- | ----- | --------------- | ----- | ----- | ----- | ----- | - | ------ | -- |
| 02.12.2018 | 20:30 | Cucine Lube Civitanova | 1:3   | Trentino Volley | 20:25 | 25:22 | 20:25 | 18:25 |   | 5623   | 31 |

### Nagrody indywidualne
| Najlepszy zawodnik (MVP) | Najlepszy atakujący | Najlepsi środkowi                       | Najlepsi przyjmujący          | Najlepszy libero  | Najlepszy rozgrywający |
| ------------------------ | ------------------- | --------------------------------------- | ----------------------------- | ----------------- | ---------------------- |
| Aaron Russell            | Cwetan Sokołow      | Roberlandy Simón Aties Dragan Stanković | Uroš Kovačević Dmitrij Wołkow | Jenia Grebennikov | Simone Giannelli       |

## Klasyfikacja końcowa
| Miejsce | Drużyna                |
| ------- | ---------------------- |
| złoto   | Trentino Volley        |
| srebro  | Cucine Lube Civitanova |
| brąz    | Fakieł Nowy Urengoj    |
| 4.      | Asseco Resovia Rzeszów |
| 5.      | Zenit Kazań            |
| 5.      | Sada Cruzeiro          |
| 7.      | PGE Skra Bełchatów     |
| 7.      | Khatam Ardakan         |